# Tarasov-divisionen
Tarasov-divisionen (russisk: Дивизион Тарасова, tr. Divizion Tarasova) er en af den Kontinentale Hockey-Ligas fire divisioner. Divisionen tilhører ligaens Vest-konference og består af syv hold fra det vestlige Rusland. Divisionen blev dannet i 2008 samtidig med oprettelsen af KHL og har siden 2009 været en del af Vest-konferencen.
Tarasov-divisionen består i sæsonen 2019-20 af følgende hold.
| Hold                     | By               |
| ------------------------ | ---------------- |
| HK CSKA Moskva           | Moskva           |
| HK Dinamo Minsk          | Minsk            |
| Lokomotiv Jaroslavl      | Jaroslavl        |
| HK Sotji                 | Sotji            |
| Torpedo Nizjnij Novgorod | Nizjnij Novgorod |
| HK Vitjaz                | Podolsk          |

Divisionen er opkaldt efter den tidligere sovjetiske spiller og træner Anatolij Tarasov, "den sovjetiske ishockeys fader", der etablerede Sovjetunionens dominerende position inden for international ishockey i 1960'erne og 1970'erne, og som senere blev valgt ind i Hockey Hall of Fame.

## Hold
Sammensætningen af holdene i Tarasov-divisionen har gennem historien ændret sig flere gange. I nedenstående tabel er de sæsoner, hvor de enkelte hold har været en del af Tarasov-divisionen, markeret med gult.
| Hold                      | 2008-09    | 2009-10   | 2010-11                      | 2011-12                      | 2012-13                      | 2013-14                      | 2014-15                      | 2015-16                      | 2016-17                      | 2017-18                      | 2018-19                      | 2019-20                      |
| ------------------------- | ---------- | --------- | ---------------------------- | ---------------------------- | ---------------------------- | ---------------------------- | ---------------------------- | ---------------------------- | ---------------------------- | ---------------------------- | ---------------------------- | ---------------------------- |
| SKA Sankt Petersborg      |            | Bobrov    | Bobrov                       | Bobrov                       | Bobrov                       | Bobrov                       | Bobrov                       | Bobrov                       | Bobrov                       | Bobrov                       | Bobrov                       | Bobrov                       |
| Metallurg Magnitogorsk    |            | Kharlamov | Kharlamov                    | Kharlamov                    | Kharlamov                    | Kharlamov                    | Kharlamov                    | Kharlamov                    | Kharlamov                    | Kharlamov                    | Kharlamov                    | Kharlamov                    |
| Traktor Tjeljabinsk       |            | Kharlamov | Kharlamov                    | Kharlamov                    | Kharlamov                    | Kharlamov                    | Kharlamov                    | Kharlamov                    | Kharlamov                    | Kharlamov                    | Kharlamov                    | Kharlamov                    |
| Khimik Voskresensk        |            | VL        | -                            | -                            | -                            | -                            | -                            | VHL                          | VHL                          | VHL                          | VHL                          | VHL                          |
| HK MVD                    |            |           | Fusioneret med Dynamo Moskva | Fusioneret med Dynamo Moskva | Fusioneret med Dynamo Moskva | Fusioneret med Dynamo Moskva | Fusioneret med Dynamo Moskva | Fusioneret med Dynamo Moskva | Fusioneret med Dynamo Moskva | Fusioneret med Dynamo Moskva | Fusioneret med Dynamo Moskva | Fusioneret med Dynamo Moskva |
| CSKA Moskva               |            | Bobrov    | Bobrov                       | Bobrov                       |                              | Bobrov                       |                              |                              |                              |                              |                              |                              |
| Severstal Tjerepovets     | Bobrov     |           |                              |                              |                              |                              |                              |                              |                              |                              | Bobrov                       | Bobrov                       |
| Lokomotiv Jaroslavl       | Kharlamov  |           |                              |                              |                              |                              |                              |                              |                              |                              |                              |                              |
| Torpedo Nizjnij Novgorod  | Tjernysjov |           |                              |                              |                              | Kharlamov                    |                              |                              |                              |                              | Kharlamov                    |                              |
| HK Vitjaz                 | Tjernysjov |           |                              |                              | Bobrov                       |                              |                              |                              |                              |                              |                              |                              |
| Atlant Moskovskaja Oblast | Bobrov     |           |                              |                              |                              |                              | Bobrov                       | -                            | -                            | -                            | -                            | -                            |
| Dinamo Minsk              | Bobrov     | Bobrov    |                              |                              |                              | Bobrov                       | Bobrov                       | Bobrov                       | Bobrov                       | Bobrov                       |                              |                              |
| Spartak Moskva            | Bobrov     | Bobrov    | Bobrov                       | Bobrov                       |                              |                              | -                            | Bobrov                       | Bobrov                       | Bobrov                       | Bobrov                       | Bobrov                       |
| Dynamo Moskva             | Tjernysjov | Bobrov    | Bobrov                       | Bobrov                       | Bobrov                       |                              |                              |                              |                              |                              | Bobrov                       | Bobrov                       |
| HK Donbass                | Ukraine    | Ukraine   | Ukraine                      | Ukraine                      | Bobrov                       |                              | -                            | Ukraine                      | Ukraine                      | Ukraine                      | Ukraine                      | Ukraine                      |
| HK Sotji                  | -          | -         | -                            | -                            | -                            | -                            |                              |                              |                              |                              |                              |                              |
| HC Slovan Bratislava      | Slovakiet  | Slovakiet | Slovakiet                    | Slovakiet                    | Bobrov                       | Bobrov                       | Bobrov                       | Bobrov                       | Bobrov                       | Bobrov                       |                              | SVK                          |

## Divisionsvindere
| Sæson   | Vinder                       | K  | V  | VO | TO | T  | Målscore | P   |
| ------- | ---------------------------- | -- | -- | -- | -- | -- | -------- | --- |
| 2008-09 | CSKA Moskva (1)              | 56 | 27 | 7  | 11 | 11 | 176−141  | 106 |
| 2009-10 | HK MVD (1)                   | 56 | 30 | 1  | 10 | 15 | 160−135  | 102 |
| 2010-11 | Lokomotiv Jaroslavl (1)      | 54 | 33 | 2  | 5  | 14 | 202−143  | 108 |
| 2011-12 | Torpedo Nizjnij Novgorod (1) | 54 | 24 | 6  | 7  | 17 | 157−132  | 91  |
| 2012-13 | CSKA Moskva (2)              | 52 | 23 | 11 | 1  | 15 | 151−109  | 96  |
| 2013-14 | Dynamo Moskva (1)            | 54 | 34 | 4  | 5  | 11 | 171−113  | 115 |
| 2014-15 | CSKA Moskva (3)              | 60 | 39 | 10 | 2  | 9  | 207−980  | 139 |
| 2015-16 | CSKA Moskva (4)              | 60 | 38 | 5  | 3  | 14 | 163−871  | 127 |
| 2016-17 | CSKA Moskva (5)              | 60 | 41 | 3  | 8  | 8  | 183−110  | 137 |
| 2017-18 | CSKA Moskva (6)              | 56 | 35 | 9  | 1  | 11 | 175−891  | 124 |
| 2018-19 | CSKA Moskva (7)              | 62 | 43 | 10 | 0  | 9  | 191−751  | 106 |

## Vindere af Gagarin-pokalen
Følgende hold fra Tarasov-divisionen har pr. 2019 formået at vinde Gagarin-pokalen.
| Sæson   | Vinder      |
| ------- | ----------- |
| 2018-19 | CSKA Moskva |